# Kościół w Turinge
Kościół w Turinge (szw. Turinge kyrka) – kościół parafialny ewangelicko-luterańskiego Kościoła Szwecji, położony na terenie gminy Nykvarn. Jeden z najstarszych kościołów Szwecji, znany z kaplicy grobowej Erika Dahlbergha, który zaprojektował ją dla siebie i swojej rodziny. 
Kościół ma status zabytku sakralnego według rozdz. 4 Kulturminneslagen (pol. Ustawa o ochronie zabytków) ponieważ został wzniesiony przed końcem 1939 roku (3 §).

## Historia
Najstarsze części kościoła pochodzą z XII wieku. w XIII wieku zbudowano wieżę od zachodu i zakrystię. W XIV wieku kościół został przedłużony, a w XV dobudowano vapenhus. W połowie XVII wieku zbudowano wieżę zakończoną spiczastym hełmem, a 1723 roku sklepienie kolebkowe o przekroju poprzecznym w kształcie trójlistnej koniczyny. 1 lipca 1802 piorun zniszczył wieżę. Została ona odbudowana w 1805 roku i przetrwała w tym stanie do dziś. W wieży znajduje się kamień runiczny z XII wieku. Granitowa chrzcielnica pochodzi z XIII wieku, natomiast ambona z 1891 roku.

## Kaplica grobowa Erika Dahlbergha
Erik Dahlbergh zrobił wyjątkową karierę w Szwecji, która w XVII wieku zajmowała pozycję mocarstwową w Europie. Pochodził z rodziny chłopskiej, ale dzięki zdobytemu wykształceniu stał się wszechstronnym ekspertem w dziedzinie architektury i inżynierii wojskowej. W uznaniu zasług otrzymał tytuł szlachecki, posiadłości, wysokie urzędy i tytuły. Kiedy w latach 80. XVII wieku osiedlił się w Turinge, zaczął w miejscowym kościele planować kaplicę grobową dla siebie i swojej rodziny. Prace budowlane rozpoczęły się w 1696 roku, a zakończyły po śmierci Dahlberga w 1703 roku. Szkic kaplicy znalazł się w znanym jego dziele Suecia Antiqua et Hodierna, nad którym pracował on od lat 60. XVII wieku aż do śmierci. Kaplica została zaprojektowana w stylu barokowym.
Dahlbergh zaprojektował również i sfinansował całe wyposażenie kaplicy. Na stole ołtarzowym stoi krucyfiks, wykonany przez Zachariasa Jerlinga. W niszach znajdują się rzeźby przedstawiające Wiarę i Nadzieję, wykonane przez Nicolaesa Millicha. Sztukaterię i rzeźby na sklepieniu i fasetach pod nim wykonał Włoch Giambattista Brentano. W nawie głównej kościoła wisi portret Dahlbergha, namalowany przez jego przyjaciela, Davida Klöckera Ehrenstrahla, oraz jego herb grobowy.